# エリエールゴルフクラブ香川
エリエールゴルフクラブ香川（エリエールゴルフクラブかがわ）は、香川県三豊市財田町財田中に所在するゴルフ場。

## 概要
- 1974年（昭和49年）開場。
- 当初は『瀬戸内パークゴルフ』という名称を用いており[1]、大王製紙が1979年に自社製品のブランドを「エリエール」としたことを受け、1981年に『エリエールゴルフクラブ』に改称した[1]。
- 1992年に大王製紙が愛媛県松山市のゴルフコースを買収して施設の整備を実施した後に『エリエールゴルフクラブ松山』としてオープンさせたため[2]、松山との区別を図るために香川の同ゴルフコースを『エリエールゴルフクラブ香川』と呼称している。なお香川と松山の両コースとも、大王製紙グループの子会社である株式会社エリエールリゾーツゴルフクラブが運営している。
- 同コースでは大王製紙が日本女子プロゴルフ協会（JLPGA）と共に開催する公式ツアー大会「大王製紙エリエールレディスオープン」が、かつて開催されていたことで著名なコースでもあり[3]、同コースでは2014年まで松山及び福島県の五浦庭園カントリークラブと交互に大会を開催した。
- 同コースでは、松山のコース同様に厳格なドレスコードの遵守を利用者（来場客）に求めていることでも知られる[4]。

## コースの特徴
丘陵地の特色を随所に活かし、各ホールを松林でセパレートした通向きのテクニカルコースとなっている。

## 交通アクセス
- 高松自動車道さぬき豊中インターチェンジより15分～20分